# LVEE
Міжнародна конференція розробників і користувачів вільного програмного забезпечення Linux Vacation / Eastern Europe (LVEE) відбувається кожного року влітку. Місце — околиці міста Гродно. Захід поєднує спілкування і відпочинок фахівців та ентузіастів в області вільного програмного забезпечення, включаючи платформу GNU/Linux (але не обмежуючись лише нею).
Мета проведення LVEE — обмін досвідом між фахівцями з проектування, розробки, впровадження, супроводу та розвитку рішень Open Source, а також представниками IT-бізнесу, зацікавленими у феномені вільного ПЗ, обговорення ролі вільних технологій в еволюції бізнес-рішень, корпоративних та державних ІТ-систем.
Офіційні мови конференції — російська, білоруська та англійська.
Для участі в LVEE потрібно зареєструватися на сайті конференції http://lvee.org [Архівовано 24 лютого 2009 у Wayback Machine.]. Заявки на участь приймаються 2 тижні до початку проведення.
Формат конференції включає доповіді, короткі виступи, workshop'и і круглі столи. У розпорядженні доповідачів конференц-зал, проектор, звук. До початку конференції буде випущено збірник тез. Тематика доповідей включає розробку і супровід вільного програмного забезпечення, впровадження та адміністрування рішень на його основі, особливості використання вільних ліцензій. Конференція охоплює широке коло платформ — від робочих станцій і серверів до вбудованих систем і мобільних пристроїв.
Автори доповідей, а також представники спонсорів і преси, звільняються від сплати організаційного внеску.
Список спонсорів конференції уточнюється. На поточний момент висловили бажання підтримати LVEE 2013 компанії SaM Solutions, Promwad, EPAM Systems, Wargaming.net, ресурси hoster.by і it-job.by.

## LVEE 2005— вперше
Під Гродно пройшов організований Мінською групою користувачів Linux і компанією SaM Solutions перший зліт Linux Vacation / Eastern Europe («Східноєвропейські Linux-канікули»), який зібрав понад 80 розробників, впроваджувачів і користувачів Linux з Білорусі, Польщі, Росії та України.
На проведеній в рамках LVEE дводенній конференції був представлений досить широкий спектр тем — від проблем впровадження та юридичних аспектів вільного програмного забезпечення до конкретних технічних питань, таких як домашні центри розваг, Linux-кластери та термінальні мережі, проектування графічних інтерфейсів тощо

## Фотографії
|  |  |  |  |